# Ananku
Ananku (安南空?) è un kata che deriva dal karate di Okinawa. La sua storia nelle arti marziali okinawensi è breve in relazione ad altri kata che furono composti da Chōtoku Kyan.  Il suo significato è "Luce del Sud" o "Pace del Sud", come si pensa che abbia avuto origine quando Kyan ritornò da un viaggio a Taiwan.